# Jenny Roos
Edla Jenny Constantia Roos, född 10 maj 1835, död 15 mars 1901 i Stockholm, var en svensk skådespelare, fotograf och pappershandlare.
Hon var en populär skådespelare i sin far Johan Petter Roos kringresande teatersällskap 1850–1869, med undantag för säsongen 1855–1856, då hon tillhörde Pierre Delands teatersällskap. Åren 1874–1877 tillhörde hon Edvard Stjernströms ensemble på Nya teatern, och drog sig därefter tillbaka från skådespeleriet.
Åren 1871–1873 drev hon en fotoateljé hon fått överta efter Caroline von Knorring i Stockholm och 1882–1886 en pappershandel; hon bodde därefter med sin bror Axel Roos, som var andreregissör vid Dramaten. Familjen Roos är begravd på Norra begravningsplatsen utanför Stockholm.